# Piezómetro
Um piezômetro (português brasileiro) ou piezómetro (português europeu) é um equipamento para medir pressões estáticas ou a compressibilidade dos líquidos. Usam-se em furos que servem para monitoração de níveis da água nos aquíferos. No caso de ensaios de caudal, permitem identificar a forma, extensão e anisotropia do cone de rebaixamento que se forma em redor da captação ou furo em extracção, sendo essenciais para uma correta avaliação do coeficiente de armazenamento.
O dispositivo mais simples para medir pressões é o tubo piezométrico ou, simplesmente, piezômetro. Consiste na inserção de um tubo transparente na tubulação ou recipiente onde se quer medir a pressão. O líquido subirá na coluna piezométrico a uma altura h, correspondente à pressão interna. Existem basicamente 03 tipos de piezômetros: piezômetro de coluna vertical, de coluna inclinada e de tubo em U (manômetro).
O piezômetro apresenta três defeitos que o tornam de uso limitado:
1) a altura h, para pressões elevadas e para líquidos de baixo peso específico, será muito alta. Exemplo: água com pressão de 1000000N/m² e cujo peso específico é 100000N/m³ formará uma coluna
```
h= p/γ = 1000000/10000 = 10m
```

Logo, não sendo viável a instalação de um tubo de vidro com mais de 10m de altura, o piezômetro não pode, nesse caso, ser útil. nota-se então que esse aparelho só serve para pequenas pressões.
2) não se pode medir pressão de gases, pois eles escapam sem formar a coluna h.
3) não se pode medir pressões efetivas negativas, pois nesse caso haverá entrada de ar para o reservatório, em vez de haver a formação de coluna h.
No caso de pressões muito grandes, o piezômetro é substituído com vantagem por um tubo em U, chamado de manômetro, no qual se coloca um líquido de peso específico γ’ diferente do peso específico γ do fluido do recipiente. O líquido manométrico mais utilizado é o mercúrio.
Os manômetros diferenciais são utilizados entre dois pontos de um sistema em que se escoa um
líquido. Dois piezômetros colocados lado a lado podem funcionar como manômetros diferenciais.